# Тербохинь
Тербохи́нь (бел. Цербахі́нь) — озеро в Кормянском районе Гомельской области Беларуси. Относится к бассейну реки Сож.
Располагается приблизительно в 11 км к северо-востоку от городского посёлка Корма и в 1,8 км к северо-западу от деревни Корсунь, в пойме Сожа.
Площадь поверхности озера составляет 0,069 км². Длина — 0,95 км.
Котловина старичного типа. Из северо-западной оконечности вытекает ручей в озеро Ореховое.